# Euclides (tirà)
Euclides  (en llatí Eucleides, en grec antic Εὐκλείδης) va ser un dels Trenta Tirans d'Atenes.
De la seva vida res és conegut, només el seu breu pas pel poder a l'època dels trenta tirans, quan l'esmenta Xenofont